# Pierre Berthauld
Pour les articles homonymes, voir Berthauld.
Pierre Berthauld, né vers 1600 à Sens et mort en 1681) est un oratorien et auteur français.

## Œuvres
Professeur au collège de Marseille, il est l'auteur :
- du Florus Gallicus et du Florus Franciscus, abrégés de l'Histoire de France
- d'un traité De Ara, plein d'érudition.